# Monomorium trageri
Monomorium trageri är en myrart som beskrevs av Dubois 1986. Monomorium trageri ingår i släktet Monomorium och familjen myror. Inga underarter finns listade i Catalogue of Life.

## Bildgalleri

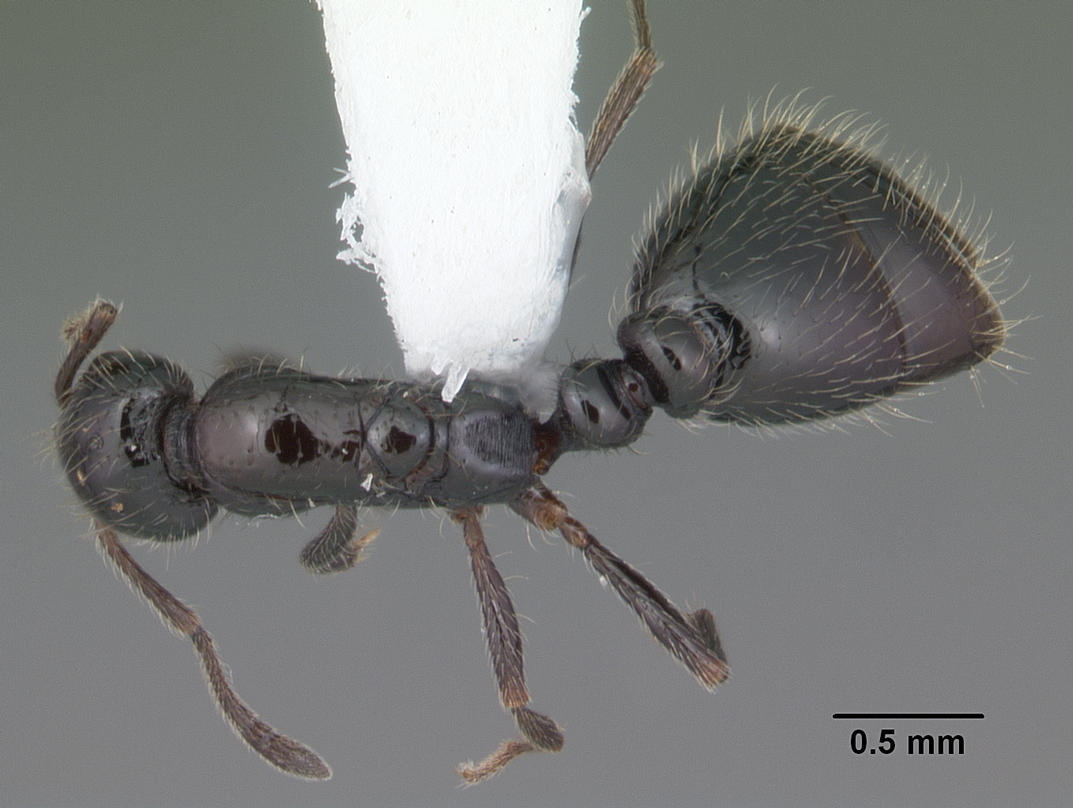
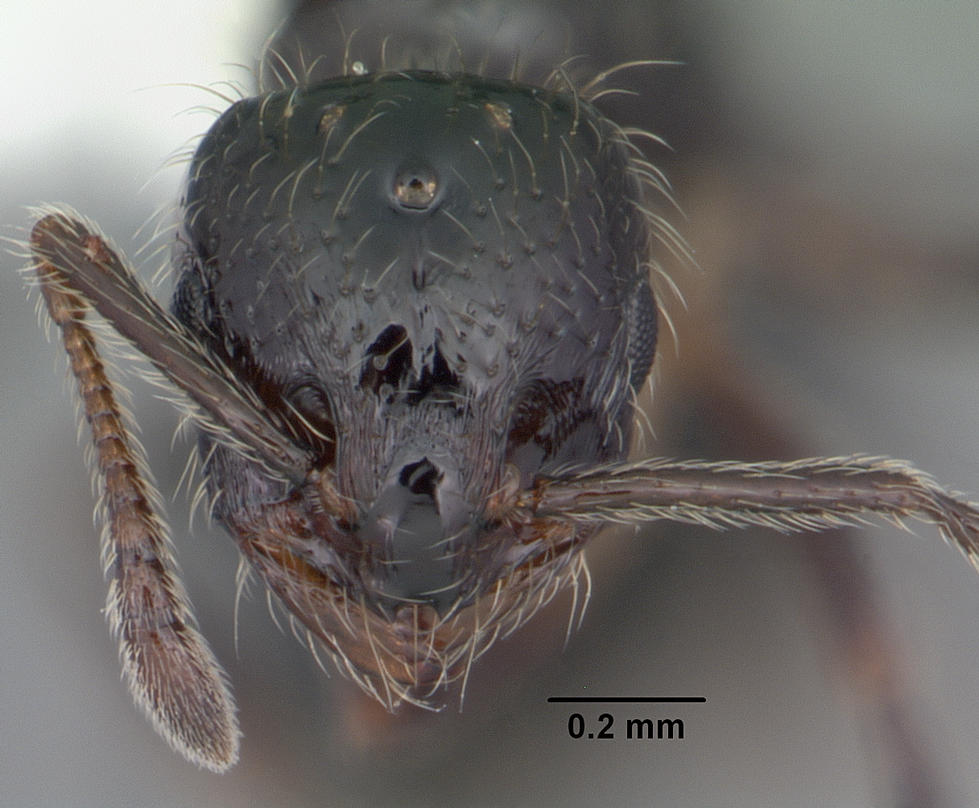
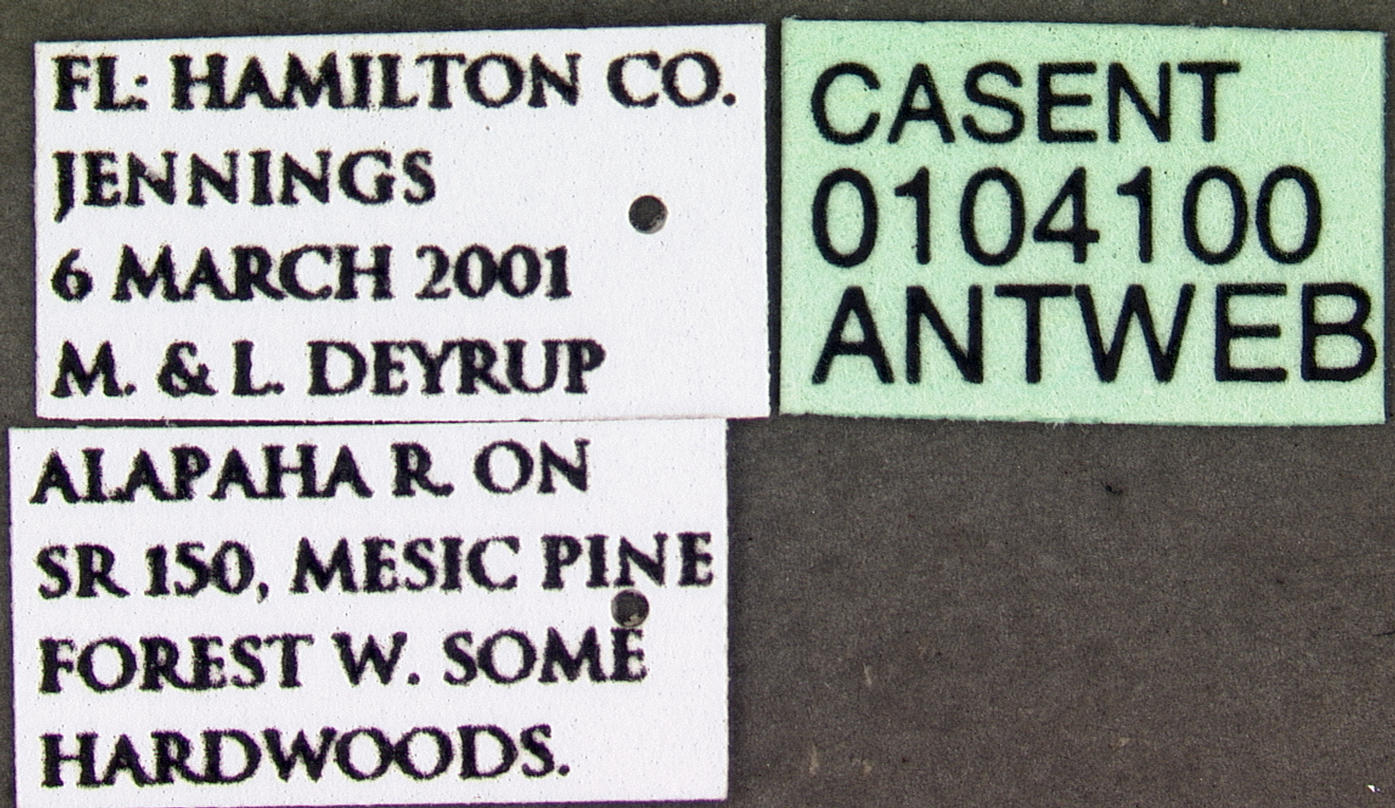
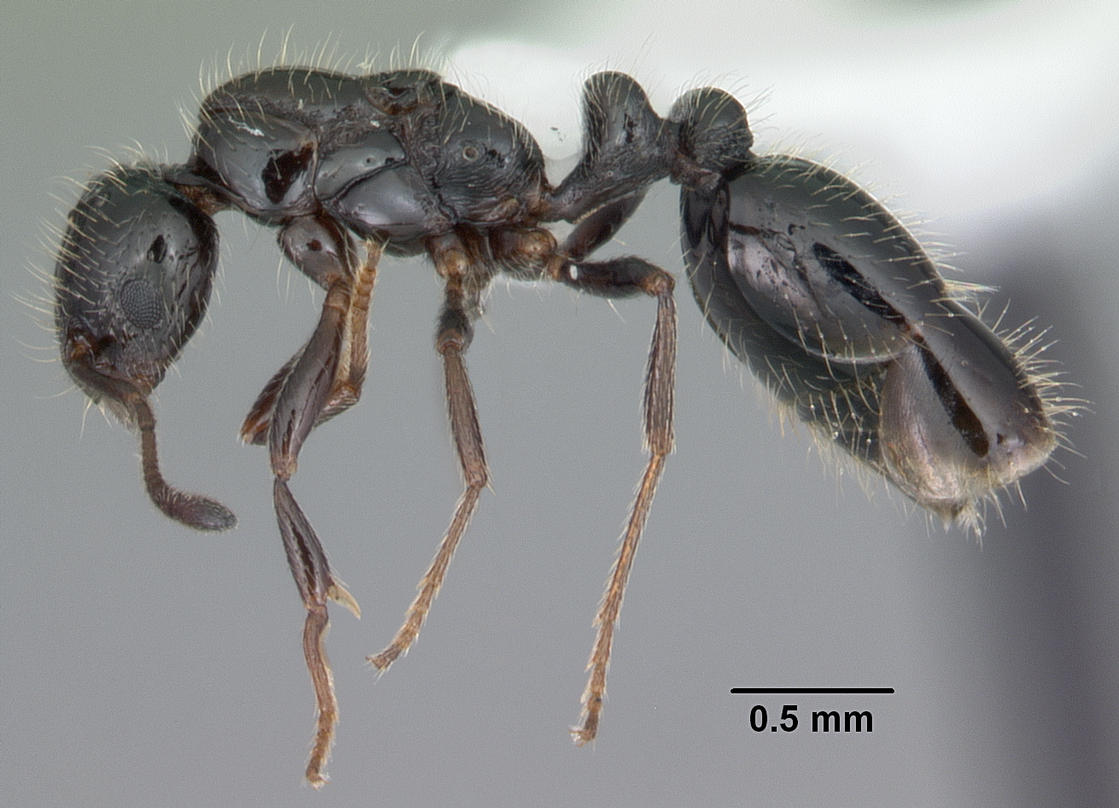
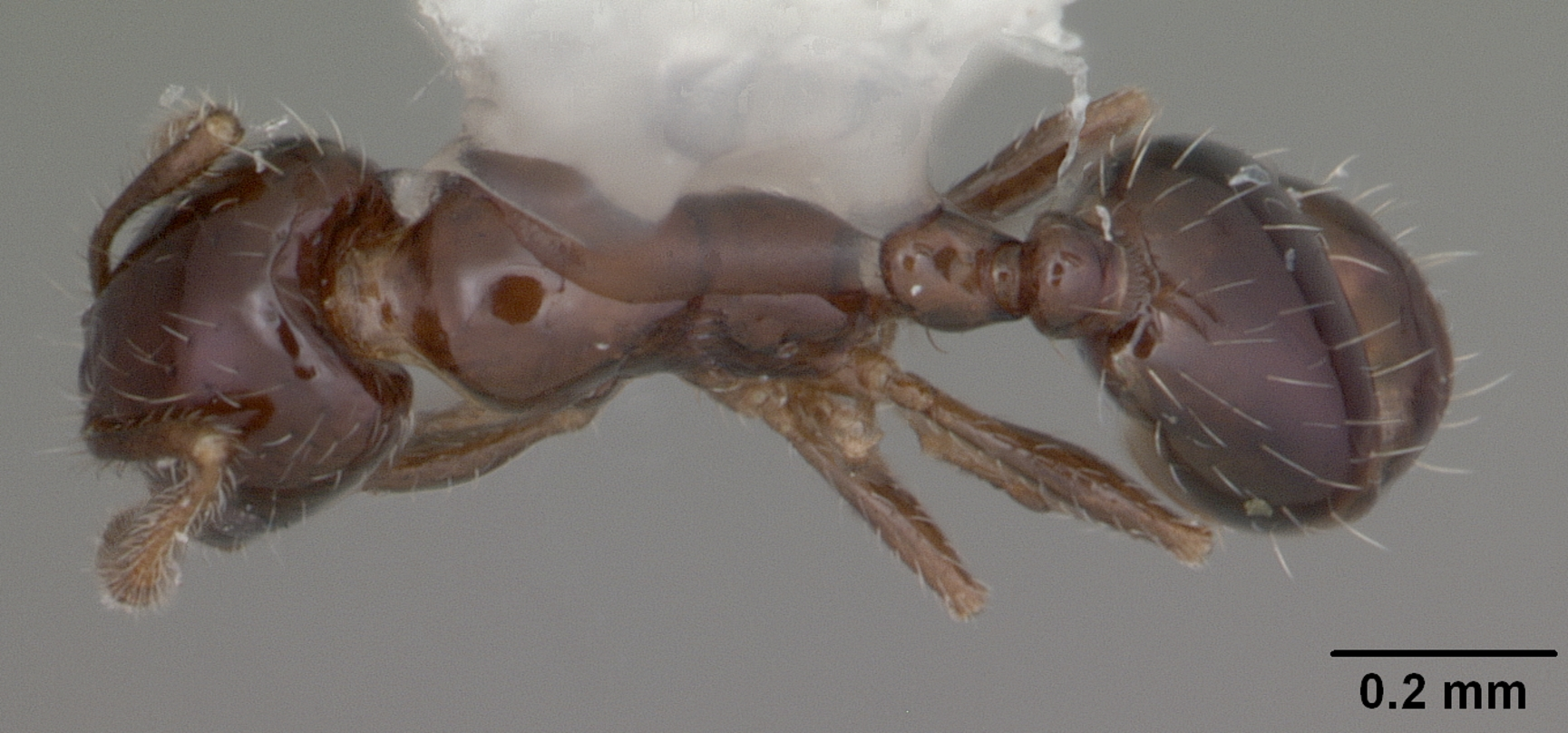
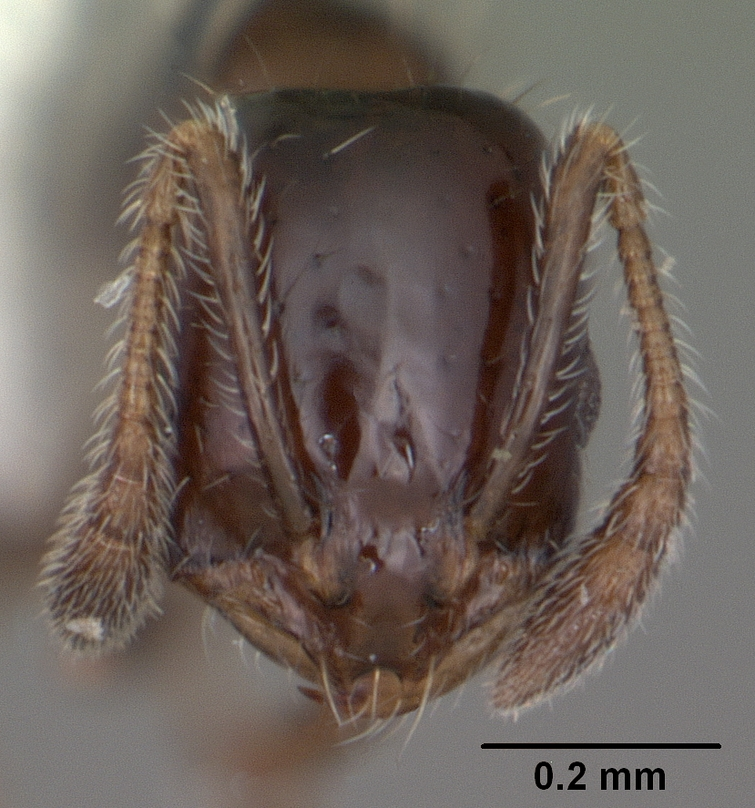